# Beyond Standard
Beyond Standard — студийный альбом группы Хироми Уэхары, "Hiromi’s Sonicbloom", выпущен в 2008 году. В отличие от предыдущих альбомов, отличающихся оригинальными композициями, в данном альбоме представлены традиционные джазовые композиции.

## Список композиций
1. Intro: Softly as in a Morning Sunrise (0:28)
2. Softly as in a Morning Sunrise (7:29)
3. Clair de Lune (7:25)
4. Caravan (8:49)
5. Ue Wo Muite Aruko (8:42)
6. My Favorite Things (7:48)
7. Led Boots (6:33)
8. XYG (6:32)
9. I've Got Rhythm (5:51)

## Участники записи
- Хироми Уэхара — Piano
- Martin Valihora - Drums
- Tony Grey - Bass
- David Fiuczynski - Guitar